# 60 Aquarii
60 Aquarii, som är stjärnans Flamsteed-beteckning, är en ensam stjärna belägen i den norra delen av stjärnbilden Vattumannen. Den har en skenbar magnitud på 5,89 och är svagt synlig för blotta ögat där ljusföroreningar ej förekommer. Baserat på parallaxmätning inom Hipparcosuppdraget på ca 8,7 mas, beräknas den befinna sig på ett avstånd på ca 375 ljusår (ca 115 parsek) från solen. Den rör sig närmare solen med en heliocentrisk radialhastighet på ca -8 km/s.

## Egenskaper
60 Aquarii är en gul till vit jättestjärna av spektralklass G6 III. och befinner sig sannolikt på den horisontella grenen. Den har en massa som är ca 2,8 gånger större än solens massa, en radie som är ca 11 gånger större än solens och utsänder från dess fotosfär ca 65 gånger mera energi än solen vid en effektiv temperatur av ca 4 800 K.
En följeslagare av magnitud 11,54 är belägen med en vinkelseparation av 100,90 bågsekunder vid en positionsvinkel på 299° år 2013.